# Phiale (genre)
Pour l’article homonyme, voir Phiale.
Genre
Phiale est un genre d'araignées aranéomorphes de la famille des Salticidae.

## Distribution
Les espèces de ce genre se rencontrent en Amérique du Sud, en Amérique centrale, au Mexique et aux Antilles.

## Liste des espèces
Selon World Spider Catalog (version 19.0, 22/04/2018) :
- Phiale aschnae Makhan, 2006
- Phiale bipunctata Mello-Leitão, 1947
- Phiale bisignata (F. O. Pickard-Cambridge, 1901)
- Phiale bryantae Roewer, 1951
- Phiale bulbosa (F. O. Pickard-Cambridge, 1901)
- Phiale crocea C. L. Koch, 1846
- Phiale cruentata (Walckenaer, 1837)
- Phiale cubana Roewer, 1951
- Phiale elegans (F. O. Pickard-Cambridge, 1901)
- Phiale formosa (Banks, 1909)
- Phiale geminata (F. O. Pickard-Cambridge, 1901)
- Phiale gratiosa C. L. Koch, 1846
- Phiale guttata (C. L. Koch, 1846)
- Phiale huadquinae Chamberlin, 1916
- Phiale longibarba (Mello-Leitão, 1943)
- Phiale mimica (C. L. Koch, 1846)
- Phiale ortrudae Galiano, 1981
- Phiale pallida (F. O. Pickard-Cambridge, 1901)
- Phiale quadrimaculata (Walckenaer, 1837)
- Phiale radians (Blackwall, 1862)
- Phiale roburifoliata Holmberg, 1875
- Phiale rubriceps (Taczanowski, 1871)
- Phiale septemguttata (Taczanowski, 1871)
- Phiale tristis Mello-Leitão, 1945
- Phiale virgo C. L. Koch, 1846

## Publication originale
- C. L. Koch, 1846 : Die Arachniden. Nürnberg, vol. 13, p. 1-234 (texte intégral).